# Capidulina
Capidulina es un género de foraminífero bentónico considerado un sinónimo posterior de Tuberitina de la familia Tuberitinidae, de la superfamilia Parathuramminoidea, del suborden Fusulinina y del orden Fusulinida. Su especie-tipo es Eotuberitina reitlingerae. Su especie tipo era Capidulina hemispherica. Su rango cronoestratigráfico abarcaba desde el Devónico superior hasta el Carbonífero inferior.

## Discusión
Clasificaciones más recientes incluirían Capidulina en el suborden Parathuramminina, del orden Parathuramminida, de la subclase Afusulinina y de la clase Fusulinata.

## Clasificación
Capidulina incluía a la siguiente especie:
- Capidulina hemispherica †